# José María Sánchez-Silva
José María Sánchez-Silva y García-Morales (* 11. November 1911 in Madrid; † 15. Januar 2002 ebenda) war ein spanischer Schriftsteller.

## Leben und Werk
José María Sánchez-Silva, Sohn eines Journalisten, wurde am 11. November 1911 in Madrid in ärmliche Verhältnisse geboren. Nach dem Tod seiner Mutter im Jahr 1920 musste der Junge zeitweise auf der Straße leben und fand schließlich Unterkunft in einem Waisenhaus. Mit 17 Jahren arbeitete er als Stenograf bei der Stadtverwaltung von Madrid. 1934 veröffentlichte er sein erstes Werk El hombre de la Bufanda. Nach dem Spanischen Bürgerkrieg arbeitete Sánchez-Silva wie bereits sein Vater als Journalist, unter anderem für die spanischen Zeitungen Arriba und Pueblo.
International bekannt wurde er als Kinderbuchautor von Werken, die sich vor allem durch einen ethisch-religiösen, oft auch märchenhaften Ton auszeichnen. Sein größter Erfolg war der 1953 veröffentlichte Roman Marcelino Pan y Vino, der von einem im Kloster aufwachsenden Waisenjungen mit besonderen Fähigkeiten handelt. Dieser erreichte auch in Deutschland zahlreiche Auflagen, nicht zuletzt wohl auch dank des Erfolges seiner Verfilmung als Das Geheimnis des Marcellino (1955), bei der Sanchez-Silva auch als Drehbuchautor beteiligt war. Anschließend schrieb er noch zwei weitere Romane, in denen der Waisenjunge Marcelino im Mittelpunkt steht. Weitere Werke des Autors wie Der Ketzer Tadeo oder Die Eselin Ungerad fanden ebenfalls Verbreitung in Deutschland. 1968 erhielt er den Hans Christian Andersen Preis, eine der höchsten Auszeichnungen für Kinderbuchautoren weltweit – bis heute (Stand 2022) blieb Sánchez-Silva der einzige spanische Autor, der mit diesem Preis prämiert wurde.

## Tod
Im Januar 2002 verstarb José María Sánchez-Silva im Alter von 90 Jahren in seiner Geburtsstadt Madrid.

## Werk (Auswahl)
- El hombre de la Bufanda (1934)
- Marcelino Pan y Vino (1953)
  - dt.: Die Legende vom kleinen glücklichen Leben und schönen Sterben des Marcelino Pan y Vino, Süddeutscher Verlag, München 1962
  - dt.: Marcelino : Die Legende vom kleinen glückl. Leben u. schönen Sterben d. Marcelino, Verlag Herder, Freiburg 1962
  - dt.: Marcelino, Süddeutscher Verlag, München 1965
  - dt.: Der kleine Marcelino : eine spanische Legende, Verlag Herder 1984, Freiburg im Breisgau (7 Auflagen bis 1994)
  - dt.: Das große Buch vom kleinen Marcelino, Verlag Herder, Freiburg im Breisgau 2002
- Historias menores de Marcelino Pan y Vino (1953)
- Aventura en el cielo de Marcelino Pan y Vino (1954)
  - Neue Geschichten von Marcelino, Süddeutscher Verlag, München 1957
- El hereje (1956)
  - dt.: Der Ketzer Tadeo, Süddeutscher Verlag, München 1958
  - dt.: Der Ketzer Tadeo, St.-Benno-Verlag, Leipzig 1966
- Fábula de la burrita Non (1956)
  - dt.: Die Eselin Ungerad, Süddeutscher Verlag, München 1956 (2. Auflage 1958)
- Tres novelas y pico (1958)
- Adios, Josefine (1962)
  - dt.: Adieu Josefine, Süddeutscher Verlag, München 1963
- Ladis, un gran pequeño (1967)
- Cosas de ratones y conejos (1981)

## Auszeichnungen
- 1957: Spanischer Nationalpreis für Literatur
- 1968: Hans Christian Andersen Preis der IBBY

## Verfilmungen
- 1955: Das Geheimnis des Marcellino (Marcelino pan y, vino) – Spanischer Kinofilm, Regie: Ladislao Vajda
- 1979: Kujira no Josephina – Spanische Fernsehserie, 23 Folgen
- 2001: Marcelino (Marcelino pan y vino) – Spanische Zeichentrickserie, 52 Folgen
- 2010: Marcelino (Marcelino pan y vino) – Spanischer Kinofilm, Regie: Jose Luis Gutierrez